# Intermédiaire (comics)
Pour l’article homonyme, voir Intermédiaire.
L’Intermédiaire (« In-Betweener » en VO) est une entité cosmique et un super-vilain évoluant dans l’univers Marvel de la maison d'édition Marvel Comics. Créé par le scénariste et dessinateur Jim Starlin, le personnage de fiction apparaît pour la première fois dans le comic book Warlock #9 en octobre 1975.

## Biographie du personnage

### Origines
L’Intermédiaire est une entité cosmique d'apparence masculine qui représente le concept de la dualité (le dualisme), comme la vérité et l'illusion, le bien et le mal, la raison et l'émotion, etc.
C'est un agent des entités cosmiques Lord Chaos (en) et Master Order (en) mais qui n'est pas toujours loyal. Il semble qu'il soit la contrepartie métaphysique de Galactus, le Dévoreur de mondes.

### Parcours
Le héros Adam Warlock est le premier Terrien méta-humain à rencontrer l’Intermédiaire ; l'entité lui révèle qu'il deviendra un jour le Mage (Magus) quand son côté maléfique l’aura emporté. Warlock, toutefois, réussit à échapper à son destin grâce à l'aide de Thanos.
L’Intermédiaire prétend être la puissance à l'origine du plan pour modifier le tissu de la réalité orchestré par une cabale de sorciers, les Créateurs (en), en conservant la neutralité qui lui était si chère, mais cherche secrètement à imposer son propre concept d'équilibre à l'univers. Après une rencontre avec le Docteur Strange, il est puni et fait prisonnier par ses maîtres (Maître Ordre et Seigneur Chaos) pour sa rébellion.
Plus tard, il essaie de supplanter le rôle de Galactus dans l'univers et s'allie alors avec les Doyens de l'Univers dans leur plan contre Galactus. Mais il les piège quand ceux-ci rencontrent la Mort, obligeant la Mort à tuer trois des Doyens. Il affronte ensuite Galactus et un de ses serviteurs robotiques, le cyborg Punisher (en), mais la bataille se termine dans l'impasse, interrompue par ses maîtres qui ensuite l'emprisonnent. 
Il est libéré par Thanos, qui désire secrètement la Gemme de l'Âme que porte l'Intermédiaire, car c'est l'une des six Gemmes de l'infini, puis ce dernier l'abandonne face à la colère de ses maîtres qui découvrent qu'il a échappé à sa prison.
Il apparaît ensuite dans une dimension alternative, la Terre-957.
Plus récemment, il apparaît comme un pion du super-vilain Scorpio, membre de l'organisation criminelle Zodiaque. Scorpio, cependant, est arrêté par l'équipe des Vengeurs et l'Intermédiaire est ensuite libéré. 
Lors de l'histoire Time Runs Out, les entités cosmiques appelées les Beyonders (en) sont révélés avoir tué Lord Chaos, Master Order et l'Intermédiaire dans le cadre de la destruction d'entités abstraites dans chaque réalité à travers le multivers. Cependant, l'Intermédiaire est révélé plus tard être le cerveau derrière la tentative de Libra (en) de détruire la Terre, et plus particulièrement StarBrand (en).
Peu de temps après la restauration de l'univers, Lord Chaos et Master Order profitent du fait que la hiérarchie cosmique n'est pas rétablie et apparemment tuent le Tribunal vivant. Après avoir commis ce meurtre, ils approchent l'Intermédiaire et le forcent à devenir la force de liaison qui combine Lord Chaos et Master Order dans un nouvel être cosmique, nommé Logos, afin de prendre la place du Tribunal vivant comme la personnification du droit multiversal. Le Tribunal vivant est ensuite ressuscité et vu en train de juger Lord Chaos et Master Order après la défaite du Premier firmament.

## Pouvoirs et capacités
L'Intermédiaire est une entité cosmique qui est la synthèse de tous les concepts dualistes de l’univers, tels que la vie et la mort, la réalité et l’illusion, le bien et le mal, la logique et l’émotion ou le dieu et l’homme (pour n’en citer que quelques-uns). Il incarne de manière physique l'« équilibre cosmique ». 
En tant qu'entité cosmique, il possède une force et une endurance incalculables. Il possède également une intelligence non mesurable, avec une compréhension des forces du temps et de l’espace qui dépassent de loin toute compréhension humaine. Il n'est cependant pas omniscient ou infaillible (car, dans les paramètres liés à son existence, figurent également les concepts de puissance et de faiblesse, tout comme ceux de sagesse et d’ignorance).
- L'Intermédiaire possède la capacité virtuellement illimitée de manipuler le temps, l’espace, la matière et l’énergie, le tout dans la limite des sphères d'influences de sa nature duale. Il est aussi capable, apparemment, de manipuler le spectre entier des pouvoirs psioniques connus[1].
- L’autre capacité majeure (et unique) de l’Intermédiaire est sa faculté à analyser une cible, puis de diriger son énergie vers elle sous une forme « opposée », qui est immédiatement fatale pour sa cible[2]. S’il n'arrive pas synthétiser personnellement « l’énergie opposée » nécessaire pour éliminer un adversaire, il peut directement invoquer l’être opposé de cet ennemi et les éliminer de cette manière[5].
- En utilisant le pouvoir qui lui a été donné en tant que force cosmique, il a une fois convoqué et forcé la Mort elle-même à détruire les Doyens de l'univers, même s'il avait à un moment antérieur refusé de les laisser mourir comme punition[5].
- Il est immunisé contre les effets de chaque Gemme de l’infini, bien qu'il reste vulnérable face à leur puissance cumulée[1].

L'Intermédiaire a cependant constaté qu’il ne pouvait utiliser aucune de ses capacités spéciales sur Galactus, arrivant à la conclusion que c'est parce qu’il est lui-même la contrepartie métaphysique et opposée de Galactus.
Par ailleurs, malgré ses pouvoirs colossaux, il reste sous le contrôle télépathique de ses maîtres, Lord Chaos (en) et Master Order (en).